# Таймирський (Долгано-Ненецький) автономний округ
Таймирський (Долгано-Ненецький) автономний округ — колишній суб'єкт Російської Федерації у Східному Сибіру.
Існував до 2007; з 1 січня 2007 — Таймирський Долгано-Ненецький район Красноярського краю. Хоча округ раніше і входив до складу Красноярського краю, проте був самостійним суб'єктом РФ.
Адміністративний центр — місто Дудинка (25,2 тис. жителів). Розташований на території Таймирського півострова.
Місто Норильськ, незважаючи на те, що був оточений територією Таймирського (Долгано-Ненецького) автономного округу, не був його частиною і адміністративно підпорядкований безпосередньо Красноярському краю.

## Історія
Автономний округ було утворено за постановою ВЦВК від 10 грудня 1930. Спочатку називався Таймирським (Долгано-Ненецьким) національним округом і входив до складу Східно-Сибірського краю РРФСР. З утворенням 7 грудня 1934 Красноярського краю був включений до його складу. У 1977 перейменовано в Таймирський (Долгано-Ненецький) автономний округ. Статус самостійного суб'єкта Російської Федерації, залишаючись в адміністративно-територіальному відношенні частиною Красноярського краю, отримав відповідно до Федерального договору 1992. Це положення було закріплене Конституцією РФ 1993. 1 січня 2007 автономний округ було скасовано, а територія увійшла до складу Красноярського краю як Таймирський Долгано-Ненецький район.

## Адміністративно-територіальний поділ
- Диксонський район
- Усть-Єнісейський район
- Хатанзький район

Райони скасовані:
- Авамський район (до 1964)
- Дудинський район (до 1956)

У 2006 році на території округу існували 5 муніципальних утворень, у тому числі 1 муніципальний район, 2 міських поселення, 2 сільських поселення:
- Таймирський Долгано-Ненецький муніципальний район (охоплював всю територію округу)
- Міське поселення селище Диксон (в межах Диксонського району)
- Міське поселення місто Дудинка (в межах муніципального утворення «місто Дудинка і територія, підпорядкована адміністрації міста»)
- Сільське поселення Караул (в межах Усть-Єнісейського району)
- Сільське поселення Хатанга (в межах Хатанзького району)

## Етнічний склад
| Етнічна група | 1939 Перепис | 1939 Перепис | 1959 Перепис | 1959 Перепис | 1970 Перепис | 1970 Перепис | 1979 Перепис | 1979 Перепис | 1989 Перепис | 1989 Перепис | 2002 Перепис | 2002 Перепис | 2010 Перепис | 2010 Перепис |
| Етнічна група | Осіб         | %            | Осіб         | %            | Осіб         | %            | Осіб         | %            | Осіб         | %            | Осіб         | %            | Осіб         | %            |
| --- | ------------ | ------------ | ------------ | ------------ | ------------ | ------------ | ------------ | ------------ | ------------ | ------------ | ------------ | ------------ | ------------ | ------------ |
| Долгани1 | 3,971        | 13.8%        | 3,934        | 11.8%        | 4,344        | 11.4%        | 4,338        | 9.7%         | 4,939        | 8.9%         | 5,517        | 13.9%        |              |              |
| Ненці | 2,523        | 8.8%         | 1,878        | 5.6%         | 2,247        | 5.9%         | 2,345        | 5.2%         | 2,446        | 4.4%         | 3,054        | 7.7%         |              |              |
| Енці2 | 2,523        | 8.8%         | 1,878        | 5.6%         | 2,247        | 5.9%         | 2,345        | 5.2%         | 103          | 0.2%         | 197          | 0.5%         |              |              |
| Нганасани3 | 2,523        | 8.8%         | 682          | 2.0%         | 765          | 2.0%         | 746          | 1.7%         | 849          | 1.5%         | 766          | 1.9%         |              |              |
| Евенки | 563          | 2.0%         | 412          | 1.2%         | 413          | 1.1%         | 338          | 0.8%         | 311          | 0.6%         | 305          | 0.8%         |              |              |
| Росіяни | 16,931       | 59.0%        | 21,799       | 65.3%        | 25,465       | 66.9%        | 30,640       | 68.2%        | 37,438       | 67.1%        | 23,348       | 58.6%        |              |              |
| Інші | 4,723        | 16.5%        | 4,677        | 14.0%        | 4,826        | 12.7%        | 6,546        | 14.6%        | 9,717        | 17.4%        | 6,629        | 16.7%        |              |              |
| Notes: 1. У переписах 1939 і 1959 долгани записувались як якути. 2. У переписах 1939, 1959, 1970 і 1979 енців записували як ненців. 3. У перепису 1939 нганасан записували як ненців. |              |              |              |              |              |              |              |              |              |              |              |              |              |              |